# Abakterioza
Abakterioza – zupełny brak drobnoustrojów w organizmie.

## Występowanie
Abakterioza występuje:
- u płodów w warunkach naturalnych,
- w hodowli zwierząt wolnych od drobnoustrojów w warunkach sztucznych,
- może wystąpić na skutek wpływu antybiotyku o szerokim zakresie działania.

## Skutki
Badania pokazują, że stan abakteriozy nie jest korzystny dla organizmów. W organizmach zwierząt wolnych od bakterii mechanizmy obronne nie wykształcają się, co może być przyczyną śmierci danego organizmu, nawet w przypadku zakażenia drobnoustrojami, które w naturalnych warunkach nie są dla niego czynnikami chorobotwórczymi.